# Studentenraad
Een studentenraad is een verkozen vergadering van studenten aan een middelbaar beroepsonderwijs, hogeschool of universiteit. Een studentenraad overlegt met het bestuur van de universiteit of hogeschool.

## Nederland
In Nederland is de werking van de studentenraad sterk veranderd sinds de invoering van de wet MUB (Modernisering universitaire bestuursorganisatie) in 1997. Veelal hebben universiteiten en hogescholen zowel een centrale studentenraad om de belangen van alle studenten te dienen, als decentrale raden voor de verschillende faculteiten van de onderwijsinstelling.
Bij de verkiezingen voor de studentenraden in Nederland worden, zoals bij parlementsverkiezingen, lijsten gevormd door partijen.
De universitaire raden komen samen in het Landelijk Overleg Fracties (LOF), raden van de Hogescholen komen samen in het Studenten Overleg Medezeggenschap .
Naast studentenraden kennen universiteiten en hogescholen Opleidingscommissies; commissies die studenten medezeggenschap bieden op opleidingsniveau.

### Lijst van universitaire studentenraden in Nederland

#### Universiteit van Amsterdam (Amsterdam)
- Centrale Studentenraad (CSR)
- Facultaire studentenraad van de Faculteit der Natuurwetenschappen, Wiskunde en Informatica (FSR-FNWI)
- Facultaire studentenraad van de Faculteit der Geesteswetenschappen (FSR-FGw)
- Facultaire studentenraad van de Faculteit der Geneeskunde (FSR-AMC)
- Facultaire studentenraad van de Faculteit der Maatschappij- en Gedragswetenschappen (FSR-FMG)
- Facultaire studentenraad van de Faculteit der Rechtsgeleerdheid (FSR-FdR)
- Facultaire studentenraad van de Faculteit Economie en Bedrijfskunde (FSR-FEB)
- Facultaire studentenraad van de Faculteit der Tandheelkunde (FSR-ACTA)

#### Vrije Universiteit (Amsterdam)
- Universitaire Studentenraad (USR)
- Facultaire studentenraad van het Amsterdam University College (FSR AUC)
- Facultaire studentenraad van de Faculteit der Bètawetenschappen (FSR BETA)
- Facultaire studentenraad van de Faculteit der Gedrags- en Bewegingswetenschappen (FSR FGB)
- Facultaire studentenraad van de Faculteit der Geesteswetenschappen (FSR FGW)
- Facultaire studentenraad van de Faculteit der Religie en Theologie (FSR FRT)
- Facultaire studentenraad van de Faculteit der Sociale Wetenschappen (FSR FSW)
- Facultaire studentenraad van de Faculteit der Geneeskunde (FSR GNK)
- Facultaire studentenraad van de Faculteit der Rechtsgeleerdheid (FSR RCH)
- Facultaire studentenraad van de School of Business and Economics (FSR SBE)
- Facultaire studentenraad van de Faculteit der Tandheelkunde (FSR ACTA)

#### Radboud Universiteit (Nijmegen)
- Universitaire Studentenraad (USR)

In Nijmegen wordt de Universitaire Studentenraad gekenmerkt doordat niet alle leden verkozen zijn. Acht leden worden democratisch verkozen en de overige zes leden worden benoemd. Deze zes benoemde leden vertegenwoordigen ieder een koepelorganisatie van verschillende typen studentenverenigingen: Bestuurlijk Overleg Studentenverenigingen (B.O.S.) - Cultuur Op De Campus (CODC) - Christelijke Studentenverenigingen Nijmegen (CSN) - International Student Organisations Nijmegen (ISON) - Nijmeegse Studenten Sportraad (NSSR) - Vereniging Samenwerkings Overleg Faculteitsverenigingen (SOFv)
- Facultaire raden voor iedere faculteit.

Facultaire studentenraad, Faculteit der Filosofie, Theologie en Religiewetenschappen
Facultaire studentenraad, Faculteit der Natuurwetenschappen, Wiskunde en Informatica
Facultaire studentenraad, Faculteit der Letteren
Facultaire studentenraad, Faculteit der Managementwetenschappen
Facultaire studentenraad, Faculteit der Medische Wetenschappen
Facultaire studentenraad, Faculteit der Rechtsgeleerdheid
Facultaire studentenraad, Faculteit der Sociale Wetenschappen

#### Universiteit Leiden (Leiden)
- Universitaire Studentenraad (USR)
- Facultaire raden voor iedere faculteit.

## Vlaanderen
In Vlaanderen worden de werking en de bevoegdheden van studentenraden sinds 2004 decretaal geregeld. Dit volgens het decreet betreffende de rechtspositieregeling van de student, de participatie in het hoger onderwijs, de integratie van bepaalde afdelingen van het hoger onderwijs voor sociale promotie in de hogescholen en de begeleiding van de herstructurering van het hoger onderwijs in Vlaanderen, ook wel Participatiedecreet genoemd. Sindsdien zijn er aan alle instellingen studentenraden opgericht, of zijn de bestaande studentenraden aangepast aan de nieuwe wetgeving.
Het overkoepelende orgaan van de Vlaamse studentenraden is de Vlaamse Vereniging van Studenten.

### Lijst van studentenraden in Vlaanderen

#### Studentenraden van associaties
- ASRA: studentenraad van de Associatie Universiteit & Hogescholen Antwerpen
- BAST: studentenraad van de Universitaire Associatie Brussel
- StAL: studentenraad van de Associatie KU Leuven
- GASt: studentenraad van de Associatie Universiteit Gent
- AUHL: Studentenraad van Associatie Universiteit-Hogescholen Limburg

#### Studentenraden van universiteiten
- Universiteit Gent: Gentse StudentenRaad
- KU Leuven: Studentenraad KU Leuven (Stura KU Leuven)
- Universiteit Antwerpen: Studentenraad Universiteit Antwerpen (SRUA)
- Universiteit Hasselt: StuRa
- Studentenraad van de Vrije Universiteit Brussel

#### Studentenraden van hogescholen
- SRA: studentenraad van Arteveldehogeschool, Gent
- Revolte: de studentenraad van de Hogeschool Gent, Gent
- SR-W&K: studentenraad van de Hogeschool Voor Wetenschap en Kunst (W&K), Brussel.
- ASR TMMA: studentenraad van de Hogeschool Thomas More, regio Mechelen - Antwerpen
- ASR TMK: studentenraad van de Hogeschool Thomas More, Regio Kempen
- ASRL: overkoepelende Limburgse studentenraad van UC Leuven-Limburg
- SRL: overkoepelende Leuvense studentenraad van UC Leuven-Limburg
- ASR: Algemene Studentenraad van Odisee
- ASAP: Studentenraad van AP Hogeschool Antwerpen
- Studentenraad van Karel de Grote Hogeschool
- Studentenraad van Hogere Zeevaartschool
- Studentenraad van Erasmushogeschool
- Studentenraad van Sint-Lukas
- Studentenraad van Lemmensinstituut
- Studentenraad van Hogeschool West-Vlaanderen
- Studentenraad van Katholieke Hogeschool Brugge-Oostende
- Studentenraad van Hogeschool PXL
- Studentenraad van Katholieke Hogeschool Zuid-West-Vlaanderen